# Gewerkschaft Erziehung und Wissenschaft
Pour les articles homonymes, voir GEW.
Le syndicat Éducation et Science Gewerkschaft Erziehung und Wissenschaft (GEW) est un syndicat allemand affilié à la Confédération allemande des syndicats (DGB) regroupant des enseignants, éducateurs et personnels de la formation. Il est membre de l'Internationale de l'éducation.